# Marder II
Als Marder II werden Panzerjäger-Selbstfahrlafetten bezeichnet, die auf dem Fahrgestell des Panzerkampfwagens II geschaffen und von der deutschen Wehrmacht im Zweiten Weltkrieg eingesetzt wurden. Die Bezeichnung wurde in offiziellen Dokumenten während des Krieges kaum verwendet, da es schwierig war, die unterschiedlichen Fahrzeuge damit klar zu beschreiben.

## Hintergrund
Als Reaktion auf die praktisch nur noch durch 8,8-cm-Flak wirksam zu bekämpfenden schweren sowjetischen KW-Panzer, auf die man beim Angriff auf die Sowjetunion im Sommer 1941 traf, wurde die umgehende Zuführung von schweren Panzerabwehrkanonen im Kaliber 7,5 cm durch das Oberkommando der Wehrmacht gefordert. Schon während der vorausgehenden Kämpfe hatte die deutsche Wehrmacht zunehmend mit Panzertypen zu tun gehabt, die Probleme bereiteten, wie die französischen Char B1 bis und die britischen Matilda II. Die schnellen Truppenbewegungen der frühen deutschen Feldzüge hatten auch gezeigt, dass es wünschenswert und vorteilhaft war, Panzerabwehrkanonen auf Fahrgestelle zu montieren, um diese schneller als bei gezogenen Geschützen zum Einsatz bringen zu können. Insbesondere galt dies natürlich je schwerer das betreffende Geschütz war.

## Entwicklung
Die Fertigung der verschiedenen Modelle des Marder II verlief zeitlich gesehen linear. Während man anfänglich von einem Notbehelf (7,62-cm-PaK 36 auf Fgst. Pz.Kpfw. II Ausf. D) sprechen kann, war das Konzept ausreichend erfolgreich, dass später sogar ein vollständig neues Fahrzeug gefertigt wurde (7,5-cm-Pak 40 auf Fgst. Pz.Kpfw. II Ausf. F). Allerdings wurden dann auch alte Pz.Kpfw.-II-Fahrgestelle umgebaut, um schnell ausreichend Fahrzeuge zu erhalten.

### Panzerselbstfahrlafette 1 / Panzerjäger II für 7,62-cm-Pak 36 / Sd.Kfz. 132

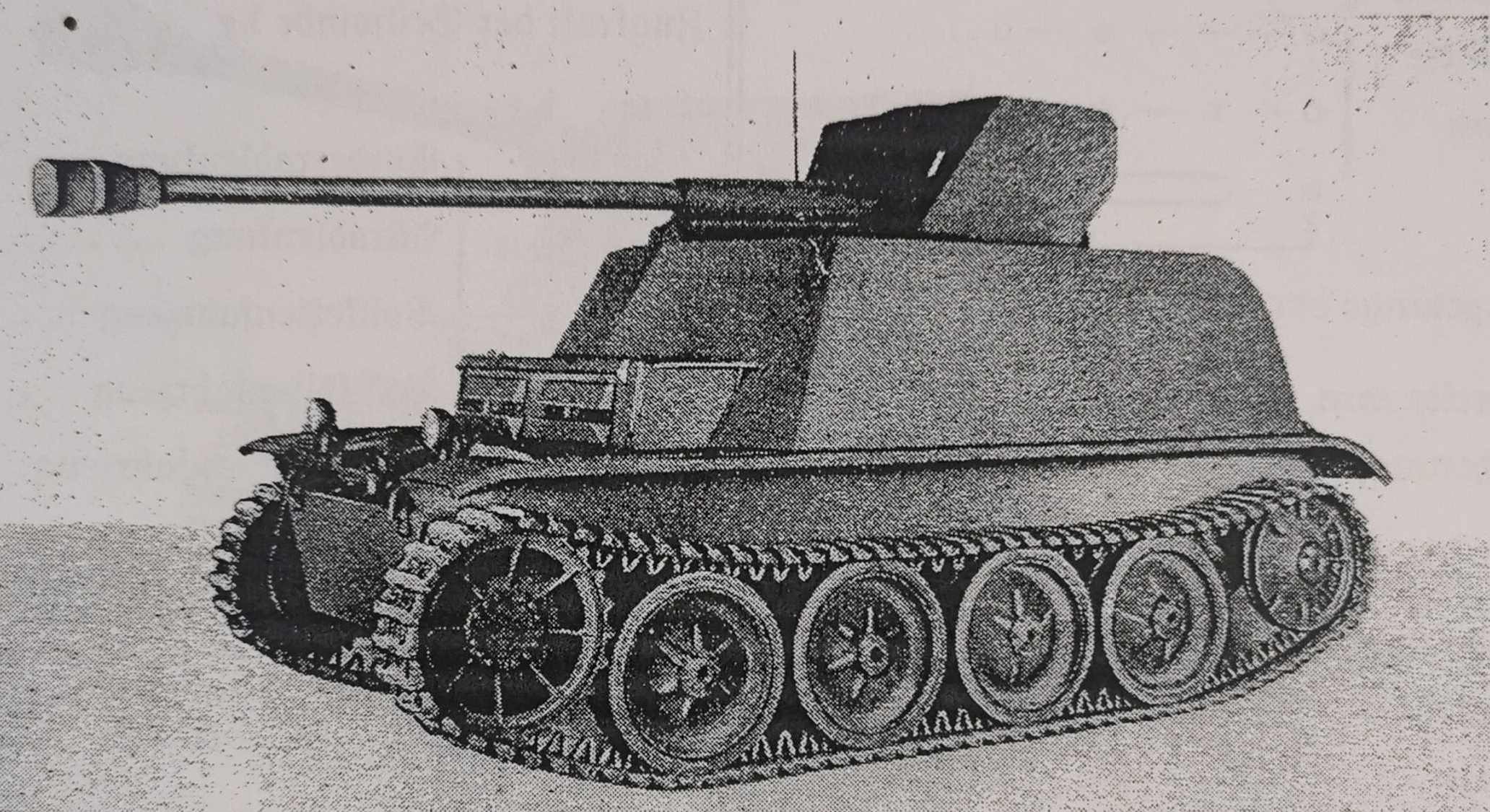
Marder II (7,62cm) wie in der Dienstvorschrift abgebildet

Am 20. Dezember 1941 erteilte das Inspektorat 6 dem WaPrüf 6 den Auftrag, eine neue Panzerjäger-Selbstfahrlafette zu entwerfen, bei der die zahlreichen erbeuteten und bereits fortlaufend umgebauten 7,62-cm-l.FK 36 (F22) auf das Fahrgestell LaS 138 (Pz.Kpfw. II Ausf. D) zu montieren waren. Als ausführende Firma erhielt Alkett in Berlin einen Auftrag für den Bau eines Versuchsfahrzeugs.
Alkett fertigte für die untere Lafettierung eine „Brücke“, ähnlich einem umgedrehten großen T, damit der Zugang zum Fahrer- und Funkerplatz erhalten blieb und der Querträger, der das Gewicht der Waffe trug, beim Schuss nicht ausbrach und ruhig blieb. Das Geschütz erhielt einen gewinkelten Schutzschild und der vordere und seitliche Teil der Oberwanne wurde mit zusätzlichen dünnen Panzerplatten verkleidet.
Dadurch, dass M.A.N. bereits zuvor einen Auftrag für die Fertigung einer zweiten Serie von 150 LaS-138-(Pz.Kpfw.-II-D)-Fahrgestellen erhalten hatte, die eigentlich als Flammpanzer ausgeliefert werden sollten, standen diese kurzfristig für die Fertigung der Panzerjäger bei Alkett zur Verfügung. Schon im April 1942 waren die ersten 45 Fahrzeuge fertig und bis zum 12. Mai waren alle Fahrzeuge fertiggestellt. Ein zweiter Auftrag über weitere 60 Fahrzeuge war von der Verfügbarkeit von Flammpanzer-II-Chassis abhängig, die bei Wegmann in Kassel nach ihrem Einsatz an der Ostfront umgebaut wurden. Von Juni 1942 bis Juni 1943 konnten so letztlich noch 52 weitere Fahrzeuge in Dienst gestellt werden.

### Panzerjäger II für 7,5-cm-Pak 40/2 / Sd.Kfz. 131

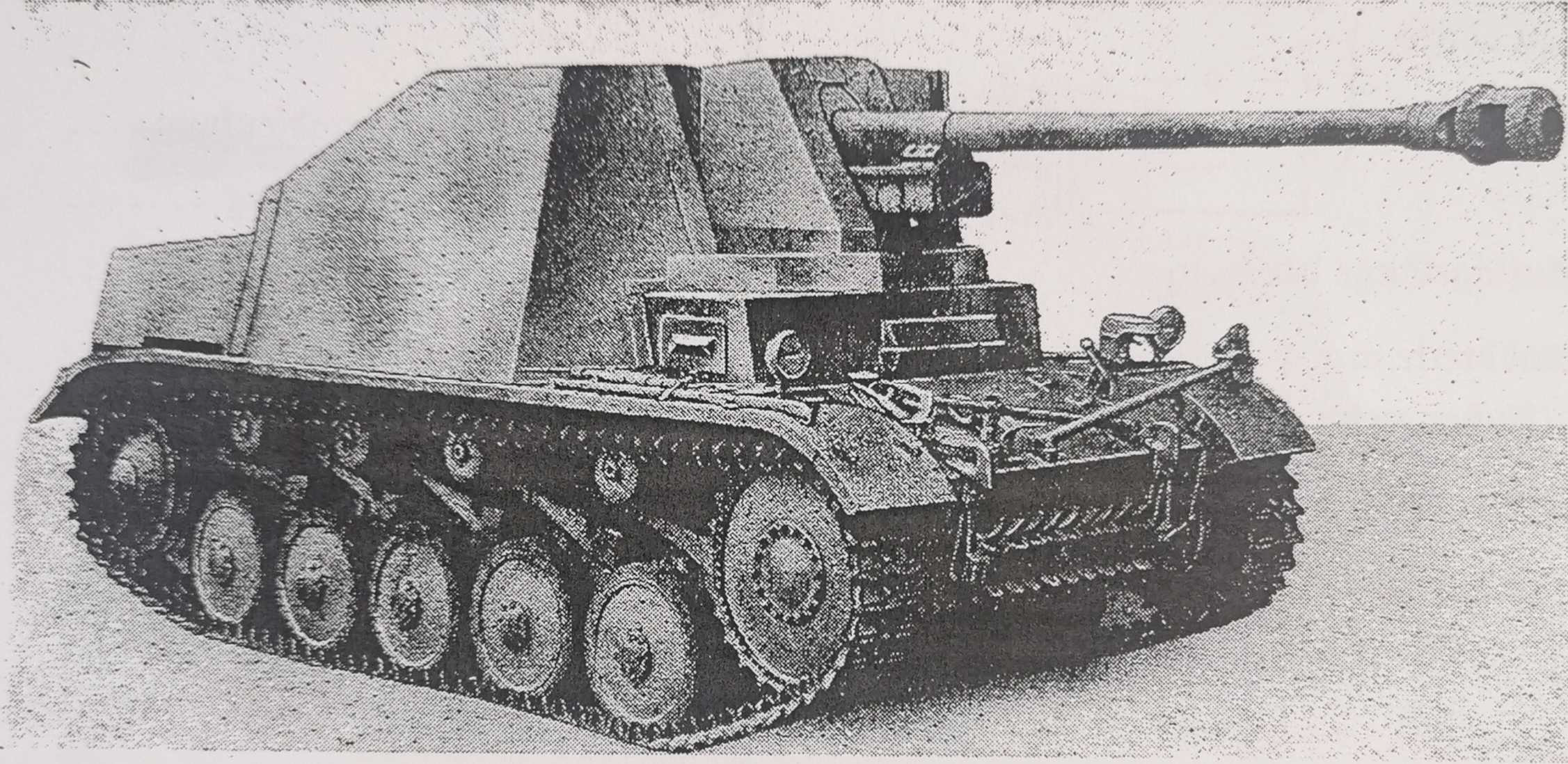
Marder II (7,5cm) wie in der Dienstvorschrift abgebildet

Bei einer Konferenz am 13. Mai 1942 besprachen Reichsminister Speer und Adolf Hitler die weitere Verwendung der Panzerkampfwagen-II-Fahrgestelle. Am 18. Mai 1942 teilte der Minister dem Oberkommando des Heeres (OKH) daraufhin mit, dass Hitler die Entwicklung einer Panzerjäger-Selbstfahrlafette auf dem Fahrgestell des Pz.Kpfw. II genehmigt hatte. Die Abteilung WaPrüf 6 beauftragte daraufhin Rheinmetall-Borsig mit der Anpassung der Waffe an das Fahrzeug, Alkett mit der Konstruktion eines entsprechenden Aufbaus und M.A.N. mit der Anpassung des Fahrwerks. Am 15. Juni 1942 wurde ein Versuchsfahrzeug fertiggestellt. Als Hauptbewaffnung diente die deutsche 7,5-cm-PaK 40, die im Fahrgestell tiefer und weiter vorgeschoben eingebaut wurde, um unter anderem auch die Fahrzeughöhe zu reduzieren.

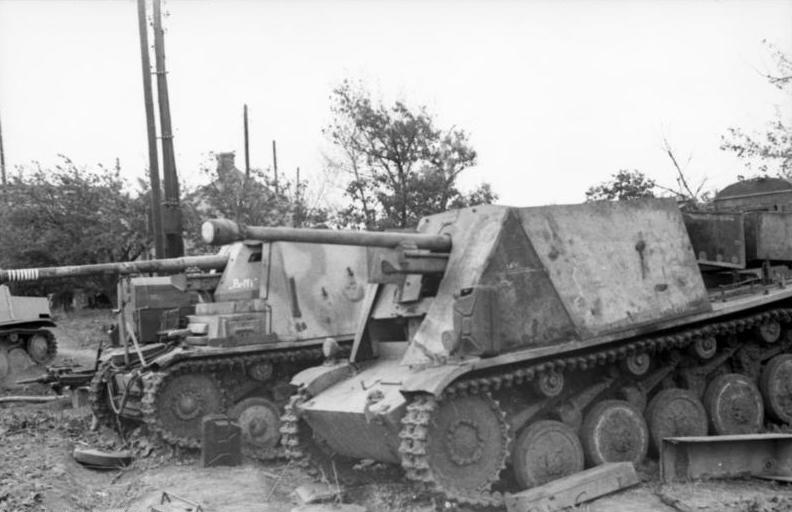
Zwei Marder II (Sd. Kfz. 131) mit unterschiedlichen Aufbauten, einer davon eine Sonderversion mit 5-cm-PaK 38

Die erste Serienfertigung erfolgte von Juli 1942 bis Februar 1943 bei Famo Breslau sowie Famo-Ursus in Warschau und von März bis Juni 1943 ausschließlich bei Famo-Ursus. Es wurden insgesamt 531 neue Panzerjäger gefertigt. Doch der Bedarf an Panzerjäger-Selbstfahrlafetten war längst nicht befriedigt und parallel wurden M.A.N., Famo und Skoda beauftragt, Panzerkampfwagen II (Sd.Kfz. 121), die zur Instandsetzung kamen, zu Panzerjägern umzubauen. So wurden auf den Fahrgestellen der Pz.Kpfw. II Ausf. A, B, C und F weitere Marder II hergestellt. Mindestens 130 Fahrzeuge wurden offiziell umgebaut. Auch wurde den Panzer-Divisionen die Genehmigung für den Umbau im Feld erteilt, was jedoch nur in einzelnen Fällen gelang, da die Geschütze nicht immer eintrafen, so bei drei Fahrzeugen der 4. Pz.Div.

### Panzerjäger II mit 5-cm-Pak-38 / Einzelfahrzeug

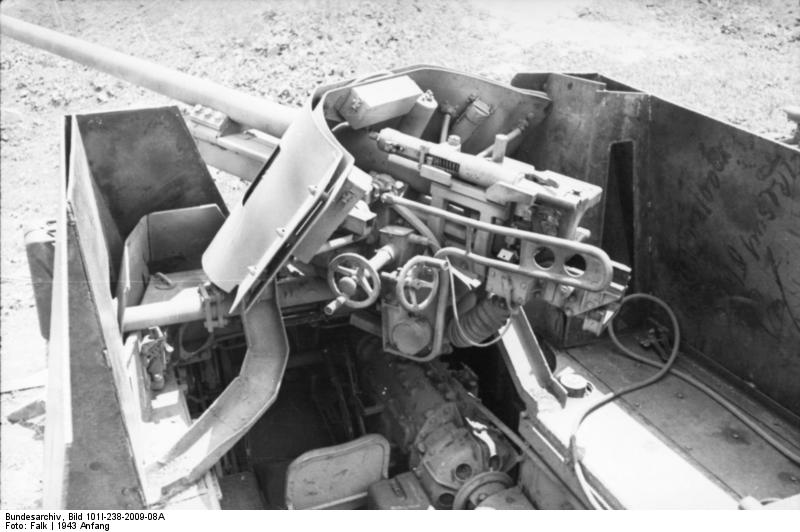
5cm Pak 38 auf Fgst Pz II

Ein dem Sd.Kfz. 131 (7,5-cm Pak 40/2) ähnliches Fahrzeug mit einer 5-cm-Pak 38 ist fotografisch belegt und gut dokumentiert, es entstand möglicherweise aufgrund solch einer Situation.
| Produktionszahlen des Panzerjägers Marder II |                                     |                                 |
| Typ                                          | Sd. Kfz. 131                        | Sd. Kfz. 132                    |
| Neubau                                       | 531 von Juli 1942 bis Juni 1943     | 150 von April bis Mai 1942      |
| Umbau                                        | ≈130 von Mitte 1943 bis Anfang 1944 | 52 von Mitte 1942 bis Ende 1943 |

## Einsatz

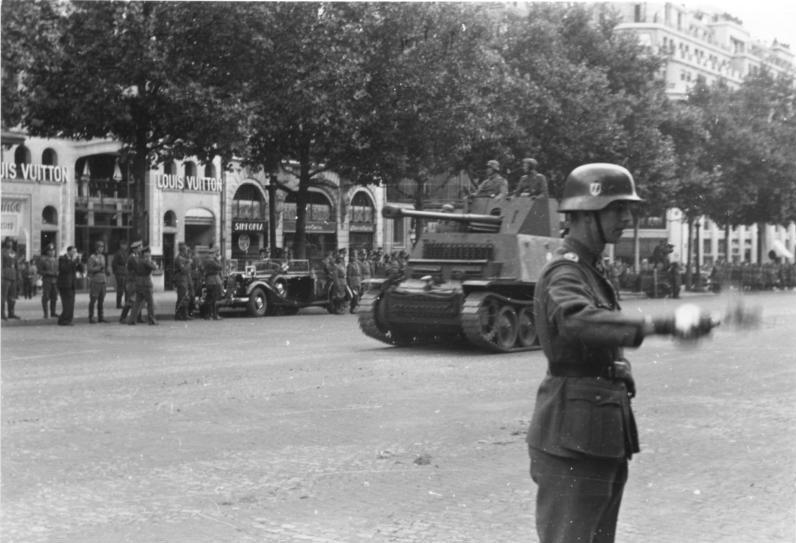
Marder II der ersten Version (Sd. Kfz. 132)

### Sd.Kfz. 132 (7,62-cm-Pak 36)
Die Pz.Sfl. 1 wurde entsprechend den Kriegsstärkenachweisen (K.St.N.) 1148a für Panzerjäger-Kompanie oder K.St.N. 1149a für Panzerjäger-Zug organisiert. Dabei kamen auf einen Zug von drei Pz.Sfl. 1 noch ein Sd.Kfz. 10, zwei Pz.Kpfw.-I-Munitionsschlepper und zwei Einachs-Anhänger für Munition (Sd.Ah. 31). Bis zum 28. Juni 1942 hatten folgende Einheiten Pz.Sfl. 1 erhalten: 3.(mot) ID, 16.(mot) ID, 29.(mot) ID, 60. ID, ID Großdeutschland, 5.SS-Div Wiking, 1.SS-Div LAH, Heeres-Pz.Jg.Abt. 559 (Sfl.), Heeres-Pz.Jg.Abt. 525 (Sfl.), Heeres-Pz.Jg.Abt. 611 (Sfl.) und Heeres-Pz.Jg.Abt. 670 (Sfl.). Die Zuteilung an die 14. und 16. Panzer-Divisionen war vom OKH geplant, nachdem Marder I auf Lorraine-Schlepper nicht rechtzeitig verfügbar waren. Je sechs Fahrzeuge sollten aus der Reserve für die Heeresgruppe Süd geschickt werden, ob dies tatsächlich geschehen ist, ist nicht nachzuvollziehen, da mit dem Untergang beider Verbände in Stalingrad alle Unterlagen verloren gingen. Am 30. Juni 1943 meldeten auch die folgenden Einheiten Fahrzeuge: Pz.Jg.Abt. 150, 16. Pz.Gr.D, 6. Pz.D, 4. Pz.D, 31. ID und das Ersatz-u.Ausb.Rgt Hermann Göring, wobei in allen Fällen nur noch wenige Fahrzeuge vorhanden waren. Auch weitere Einheiten können das Fahrzeug erhalten haben. Rückmeldungen der Panzerjäger-Einheiten zur Waffe und zur Organisation waren wie folgt:
- die Fahrzeuge sind zu hoch, stellen deshalb große Ziele dar und sind schwierig zu tarnen, da sie im Gelände hoch aufragen
- der Munitionsvorrat ist viel zu gering und die Munitionsschlepper sind unbedingt erforderlich, aber die Panzer I fallen oft durch technischen Defekt aus
- ein MG zur Selbstverteidigung sollte an einem Schwenkarm am Schutzschild der Waffe montiert werden
- die Waffe ist gut für die Bekämpfung von Panzern geeignet, oft reichen ein oder zwei Schuss, um die Fahrzeuge auszuschalten
- einige Probleme resultierten aus dem ausschließlichen Einsatz als Pak bzw. der Umrüstung auf die neue Patrone und der folgenden stärken mechanischen Belastung der Oberlafette
- die Technik des Fahrzeugs war teils mit dem nun sehr hohen Gewicht überfordert, da es nicht daraufhin entwickelt worden war

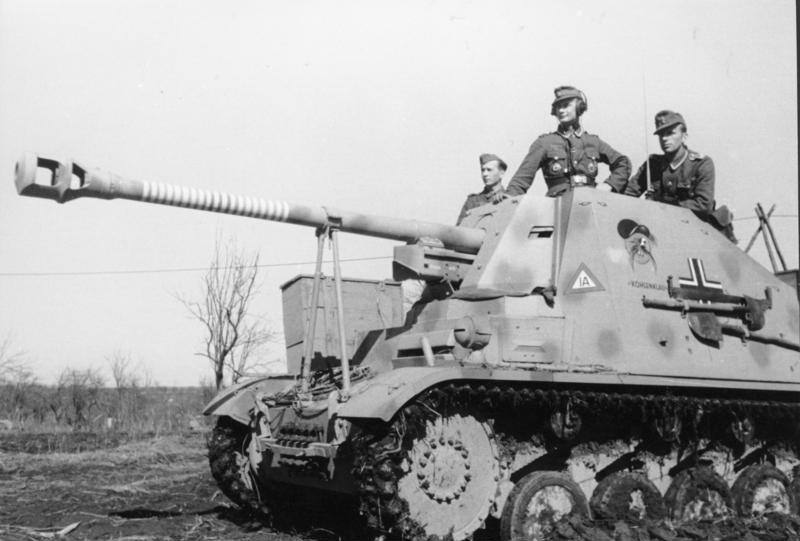
Marder II in Russland (Frühjahr 1943):
Kommandant mit Kopfhörern Unteroffizier Helmut Kohlke mit der Kohlenklau-Karikatur. Die 19 weißen Ringe symbolisieren die Abschüsse feindlicher Panzer.

### Sd.Kfz. 131 (7,5-cm-Pak 40/3)
Auch die Panzerjäger II wurden ursprünglich entsprechend der o.g. K.St.N. 1148a und 1149a vom Februar 1942 organisiert. Im Dezember 1942 wurde der K.St.N. 1148a in zwei Ausführungen A und B unterteilt. Ausführung A (zehn Panzerjäger) war für eine Kompanie innerhalb einer Division und hier erhielt der Kompanieführer eine eigene Selbstfahrlafette. Ausführung B war für die Kompanie (13 Panzerjäger) in der eigenständigen Heeres-Panzerjägerabteilungen (39 Panzerjäger), die pro Zug ein Fahrzeug mehr hatten und je ein Fahrzeug für den Kompanieführer. Ein neuer K.St.N. 1155d wurde am 1. Juni 1943 für die „Stabskompanie einer Schnellen Panzerjäger-Abteilung“ mit drei Panzerjäger II für die Heeres-Panzerjägerabteilungen erlassen, die nun insgesamt 45 Panzerjäger haben konnte.
Die ersten Rückmeldungen der Panzerjäger Einheiten zum Sd.Kfz. 131 waren recht positiv. Der bekannten Waffe wurde eine gute Durchschlagleistung, wenn auch anscheinend geringer als beim Sd.Kfz. 132, bescheinigt. Eine Kopflastigkeit des Fahrzeugs wirkte sich nicht grundsätzlich negativ auf das Fahrverhalten aus. Einige spezielle Ersatzteile für den Panzerjäger waren anfänglich nicht in den Panzer-Ersatzteillagern vorrätig. Später wurden genauere Berichte verfasst, die einige Verbesserungspunkte aufzeigten.

### Beide Fahrzeugtypen
Im Juni 1943 wurde der K.St.N. 1148d (14 Panzerjäger) geschaffen, die „schnelle Panzerjäger-Kompanie“ mit zwei Panzerjägern für den Einheitsführer.
Mit deutscher Kanone erhielt der Marder II die Sd.Kfz.-Nummer 131, mit der sowjetischen Beutekanone die Sd.Kfz.-Nummer 132. Beide Typen unterschieden sich durch den unterschiedlichen Aufbau des Kampfraums und die Form der Mündungsbremse der Kanone. Wegen der maximal 30 mm starken Panzerung, dem nach oben und hinten offenen Kampfraum und der ungünstig hohen Silhouette war der Marder II anfällig für feindliches Feuer, insbesondere die verursachte Splitterwirkung. Er war trotzdem eine erfolgreiche Übergangslösung, bis im Jahr 1944 der Jagdpanzer 38 zur Verfügung stand. In den beiden Jahren zuvor waren der Marder II, die ähnlichen Marder I und Marder III sowie der Panzerjäger Nashorn die einzigen effektiven beweglichen Panzerabwehrwaffen an der Ostfront. Auch auf dem nordafrikanischen und italienischen Kriegsschauplatz kam der Marder II zum Einsatz. Einige Marder II blieben bis zum Kriegsende im Dienst.

## Technische Daten
| Panzerjäger Marder II         |                                              |
| Allgemeine Eigenschaften      |                                              |
| Gewicht                       | 10,7 t                                       |
| Länge über alles mit Kanone   | 4,88 m                                       |
| Länge der Wanne               | 4,64 m                                       |
| Breite                        | 2,30 m                                       |
| Höhe                          | 2,65 m                                       |
| Bewaffnung                    |                                              |
| Hauptbewaffnung               | 7,62-cm-PaK 36 oder 7,5-cm-PaK 40            |
| Munitionsvorrat               | 30                                           |
| Fahrleistung                  |                                              |
| Motor                         | Sechszylinder-Reihenmotor Maybach HL 62 TRM, |
| Leistung                      | 140 PS                                       |
| Leistung/Gewicht              | 13,1 PS/t                                    |
| Höchstgeschwindigkeit Straße  | 45 km/h                                      |
| Höchstgeschwindigkeit Gelände | 19 km/h                                      |
| Reichweite Straße             | 185 km                                       |
| Reichweite Gelände            | 121 km                                       |
| Panzerung                     |                                              |
| Wanne vorn                    | 30 mm                                        |
| Aufbau vorn                   | 14,5 mm                                      |